# Женіхув
Женіхув (пол. Żenichów, нім. Schöneiche) — село в Польщі, у гміні Ґубін Кросненського повіту Любуського воєводства.
Населення — 152 особи (2011).
У 1975-1998 роках село належало до Зеленогурського воєводства.

## Демографія
Демографічна структура станом на 31 березня 2011 року:
|          | Загалом | Допрацездатний вік | Працездатний вік | Постпрацездатний вік |
| -------- | ------- | ------------------ | ---------------- | -------------------- |
| Чоловіки | 76      | 18                 | 52               | 6                    |
| Жінки    | 76      | 21                 | 42               | 13                   |
| Разом    | 152     | 39                 | 94               | 19                   |